# Миньола, Майк
Майкл Джозеф (Майк) Миньола (англ. Michael Joseph (Mike) Mignola; род. 16 сентября 1960, Беркли) — американский художник, иллюстратор и сценарист комиксов. Автор серии «Хеллбой» издательства Dark Horse Comics. Также принимал участие в анимационном проекте «Атлантида: Затерянный мир».

## Биография и карьера
Свою первую работу иллюстратором он получил в 1980 году в журнале Comic Reader. В 183-м выпуске журнала была впервые опубликована иллюстрация, сделанная Майком. На этой иллюстрации была изображена Рыжая Соня (стр.9). Первая публикация обложки, нарисованной Майком, состоялась в ноябре 1981 года в 196-м выпуске Comic Reader.
В 1982 году Майк оканчивает Калифорнийский колледж искусств, получив степень бакалавра прекрасных искусств в иллюстрировании.
С 1983 года работает контуровщиком в Marvel Comics над сериями: «Сорвиголова», «Power Man and Iron Fist». Позже работал над обложками серий: «Халк», «Отряд Альфа» и ограниченной серии «Rocket Raccoon». Также Майк рисует обложки для различных серий про Бэтмена, в том числе «Batman: A Death in the Family» и «Dark Knight, Dark City».
Вместе со сценаристом Джимом Старлином в 1988 году Майк выпускает мини-серию «Космическая Одиссея».
В начале 1990-х Майк работал над обложками и иллюстрации многих комиксов DC Comics и Marvel Comics.

### Хеллбой
После долгих лет работы над комиксами с чужими персонажами, в 1994 году Майк начал иллюстрировать свой собственный комикс — «Хеллбой». Первую мини-серию об этом герое, «Хеллбой: Семя разрушения», он создает по сценарию Джоном Бирном и публикует в издательстве Dark Horse Comics. Следующая опубликованная серия про Хеллбоя: «Wolves of St. August», и большинство всех остальных серий создавались на основе сценариев самого Майка, хотя над персонажем работали и другие сценаристы и авторы.
Майк остается основным иллюстратором в работе над комиксами по Хеллбою до 2007 года, когда его сменяет на этом посту Дункан Фегредо. Миньола с этих пор большей частью занят построением сценария и созданием обложек для серий.
Он также занимается обложками спин-оффа «Бюро Паранормальных Исследований и Защиты», сценарий для которого пишет Джон Аркуди, а иллюстрирует Гай Дэвис. Только в 2008 году Майк возвращается к иллюстрированию серии про Хеллбоя в работе «In the Chapel of Moloch».

## Стиль
Алан Мур описал стиль Майка как «встречу немецкого экспрессионизма с Джеком Кёрби». Также его стиль описывают как сплав Джека Кёрби с Алексом Тотом. Стиль Майка — это мрачные персонажи с грубыми чертами лиц и большим количеством густых теней.

## Кино
Майк Миньола работает иллюстратором в 1992 году у режиссёра Френсиса Форда Копполы во время съемок фильма «Дракула». В 2001 году он работает художником-постановщиком в The Walt Disney Company при работе над проектом «Атлантида: Затерянный мир». В 2002 году становится автором концептов для фильма Гильермо дель Торо «Блэйд 2». Также, автор концептов для мультфильма «Храбрая сердцем» студии Pixar.
Дизайн костюма Бэтмена, созданный в 1980-х для комикса «Gotham by Gaslight» был использован в мультсериале «Бэтмен: отважный и смелый».
В 2004 году Гильермо дель Торо снимает фильм «Хеллбой: Герой из пекла» по мотивам комикса «Хеллбой: Семя разрушения». В 2008 году вышел сиквел «Хеллбой 2: Золотая армия». Оба эти фильма снимаются при активном участии Майка. Также на видео выходят два анимационных фильма: «Hellboy: Sword of Storms» в 2006 году и «Хеллбой: Кровь и металл» в 2007 году.
22-х минутная пилотная анимационная экранизация комикса «The Amazing Screw-On Head» была показана в 2006 году на канале Syfy Universal.

### Комиксы

#### Бэтмен
- Gotham by Gaslight[англ.] (февраль 1989), график, DC Comics[pub 1][pub 2]
- The Doom That Came to Gotham мини-серия, 3 выпуска (2000), сценарист, DC Comics

#### Хеллбой
- Хеллбой: Семя разрушения (март — июнь 1994), Dark Horse[pub 3][pub 4][pub 5]
- Хеллбой: Пробуждение дьявола (июнь — октябрь 1996), Dark Horse Comics[pub 6][pub 7][pub 8][pub 9]
- Hellboy: The Chained Coffin and Others (5 августа 1998), Dark Horse Comics[pub 10][pub 11][pub 12]
- Hellboy: The Right Hand of Doom (29 января 2003), Dark Horse Comics[pub 13][pub 14]
- Hellboy: Conqueror Worm[англ.] (май — август 2001), Dark Horse Comics[pub 15][pub 16]
- Hellboy: Strange Places[англ.] (26 апреля 2006), Dark Horse Comics[6][pub 17]
- Hellboy: The Troll Witch and Others[англ.] (3 октября 2007), Dark Horse Comics[7][pub 18]
- Darkness Calls мини-серия, 6 выпусков (2007), Dark Horse Comics[pub 19]

#### Бюро Паранормальных Исследований и Защиты (B.P.R.D.)
- B.P.R.D.: Hollow Earth and Other Stories[англ.] (29 января 2003), Dark Horse Comics[pub 20][pub 21]
- B.P.R.D.: The Soul of Venice and Other Stories[англ.] (25 августа 2004), Dark Horse Comics[pub 22][pub 23]
- A Plague of Frogs (2005), Dark Horse Comics[pub 22][pub 24]
- The Dead (2005), Dark Horse Comics[pub 25]
- The Black Flame (2006), Dark Horse Comics[pub 26]
- The Universal Machine (2007), Dark Horse Comics[pub 27]

#### Другие
- Енот Ракета ограниченная серия, 4 выпуска (май — август 1985), график, Marvel Comics[pub 28]
- Amazing High Adventure[англ.] #3, короткая история «Monkey See, Monkey Die» (октябрь 1986), художник, Marvel Comics
- The Chronicles of Corum #1-6,9,11,12 (1987); художник, First Comics[англ.]
- Cosmic Odyssey[англ.] (1988); художник, DC Comics[pub 29][pub 30]
- Ted McKeever’s Metropol #9-11 (1991), художник, Epic Comics[англ.]
- Дракула Брэма Стокера официальное переложение фильма, мини-серия, 4 выпуска, (1992), художник, Topps Comics
- ZombieWorld: Champion of the Worms мини-серия, 3 выпуска (1997), сценарист, Dark Horse Comics[8][9][pub 31][pub 32]
- Jenny Finn: Doom Messiah (1999), сценарист[10][pub 33]
- Ironwolf[англ.]: Fires of the Revolution (1999), художник, DC Comics[11][12][pub 34]
- The Amazing Screw-On Head[англ.] один 32-хстраничный выпуск (2002), сценарист и художник, Dark Horse Comics[13]
- Lobster Johnson[англ.]: Iron Prometheus (2007)[pub 35]
- Sir Edward Grey, Witchfinder сценарист, Dark Horse Comics:
  - «Murderous Intent» опубликовано в Dark Horse Presents #16, ноябрь 2008
  - In the Service of Angels ограниченная серия, 5 выпусков (июль — ноябрь 2009)[14][pub 36]
  - Lost and Gone Forever ограниченная серия, 5 выпусков (февраль — июнь 2011)[15]
- Baltimore[англ.] сценарист, Dark Horse Comics:
  - The Plague Ships ограниченная серия, 5 выпусков (август — декабрь 2010)[pub 37]
  - «A Passing Stranger» (День бесплатных комиксов, май 2011)
  - The Curse Bells ограниченная серия, 5 выпусков (август — декабрь 2011)[pub 38]

### Романы
- Майк Миньола, Кристофер Голден (w), Майк Миньола, Кристофер Голден (a). Baltimore, or The Steadfast Tin Soldier and the Vampire (28 августа 2007), Bantam Spectra, ISBN 0-553-80471-5
- Майк Миньола, Кристофер Голден (w), Майк Миньола, Кристофер Голден (a). Joe Golem and the Drowning City: An Illustrated Novel (март 2012), Нью-Йорк: St. Martin’s Press, ISBN 0-312-64473-6
- Майк Миньола, Кристофер Голден (w), Майк Миньола, Кристофер Голден (a). Father Gaetano's Puppet Catechism (16 октября 2012), Нью-Йорк: St. Martin’s Press, ISBN 0-312-64474-4

### Обложки
| - Action Comics Annual № 6 (DC) - Adventures Of Superman Annual № 6 (DC) - Чужой против Хищника № 0 (Dark Horse) - Отряд Альфа № 29—34, 36, 39 (Marvel) - The American: Lost In America № 3 (Dark Horse) - Аквамен Vol. 2 (?) № 6 (DC) - Batgirl Special № 1 (DC) - Batman Annual № 18 (DC) - Batman/Judge Dredd: Vendetta In Gotham № 1 (DC) - Conan № 29—31 (Dark Horse) - Conan the Barbarian № 236—237 (Marvel) - Сорвиголова Annual 1991 (Marvel) - Dark Horse Presents № 88—91, 107, 142, 151 (Dark Horse) - Dark Horse Comics № 2 (Dark Horse) - Deadman № 3—5 (DC) - Death Jr. Том 1 (Image) - Detective Comics Том 1 № 583 (February 1988)(DC) - Doctor Tomorrow № 1 (Valiant) - Dylan Dog № 1-6 + специальный выпуск «Zed» (Dark Horse) - Fallen Angels № 6 (Marvel) - Frankenstein Dracula War № 1-3 (Topps) - Халк № 302, 304—309, 311—313 (Marvel) - Ежеквартальник Лиги Справедливости № 14 (DC) | - Kickers, Inc. № 9, 12 (Marvel) - Лобо № 1—4 (DC) - Marvel Comics Presents № 20 (Marvel) - Новые мутанты № 54, Ежегодник № 7 (Marvel) - Power Pack № 20 (Marvel) - Quasar № 15 (Marvel) - Енот Ракета № 1—4 (Marvel) - Showcase '94 № 3 (DC) - Серебряный Сёрфер Том 3 № 14 (Marvel) - Solar Man Of The Atom № 24 (Valiant) - The Spectre № 7—9 (DC) - Starman № 42—45 (DC) - Strange Tales Том 2 № 19 (Marvel) - Strikeforce: Morituri № 21 (Marvel) - Superman Annual № 6 (DC) - Superman: The Man of Steel Annual № 3 (DC) - Икс Фактор № 55, 70 (Marvel) - X-Men Classic № 57-70 (Marvel) - Зорро № 6 (Topps) |

## Премии и награды
- 1995:
  - «Best Writer/Artist» премия Айснера, за «Хеллбой: Семя разрушения»
  - «Best Graphic Album: Reprint» премия Айснера, за «Хеллбой: Семя разрушения»
  - «Best Artist» премия Харви[16]
  - «Best Achievement by an Inker» премия Дона Томпсона[англ.]
- 1996:
  - «Best Artist» премия Харви[17]
  - «Best Graphic Album of Previously Released Material» премия Харви, за «Hellboy: The Wolves of Saint August»
- 1997:
  - «Best Writer/Artist» премия Айснера, за «Хеллбой: Пробуждение дьявола»
- 1998:
  - «Best Writer/Artist» премия Айснера, за «Hellboy: Almost Colossus», «Hellboy Christmas Special» и «Hellboy Jr. Halloween Special»
- 2000:
  - «Best Artist» премия Харви, за «Hellboy: Box Full of Evil»
- 2002:
  - «Best Finite Series/Limited Series» премия Айснера, за «Hellboy: Conqueror Worm»
- 2003:
  - «Best Humor Publication» премия Айснера, за «The Amazing Screw-On Head»
  - «Best Short Story» премия Айснера, за «The Magician and the Snake»
- 2004:
  - «Favourite Comics Writer/Artst» Eagle Awards
  - «Best Comics-Related Book» премия Айснера, за «The Art of Hellboy»
  - Received «Inkpot Award[англ.]»
- 2006:
  - «Favourite Comics Writer/Artst» премия Eagle
- 2007:
  - «Roll of Honour» премия Eagle
  - «Favourite Colour Comicbook — American» премия Eagle, за «Hellboy: Darkness Calls»
- 2008:
  - «Best Cover Artist» премия Харви[18]
  - «Award for Favourite Colour Comicbook — American» премия Eagle
  - «Roll of Honor» премия Eagle
  - «Best Horror Comic Book» премия Рондо Хаттона, за «Hellboy: In the Chapel of Moloch»[19]
- 2009:
  - «Best Finite Series/Limited Series» премия Айснера, за «Hellboy: The Crooked Man»
  - «Best Graphic Album: Reprint» премия Айснера, за «Hellboy Library Edition» том 1 и 2
  - «Best Publication Design» премия Айснера, за «Hellboy Library Edition» том 1 и 2
  - «All-in-One Award» Inkwell Awards[англ.]
- 2010:
  - «Best Cover Artist» премия Харви, за «Hellboy: Bride of Hell»[20]
- 2011:
  - «Favorite Writer/Artist» премия Eagle
  - «Favorite Artist:Inks» премия Eagle
  - «Best Single Issue (or One-Shot)» премия Айснера, за «Hellboy: Double Feature of Evil»

### Публикации
1. ↑  Augustyn B. Batman: Gotham by Gaslight. — Titan Books, 1989. — 44 p. — ISBN 1-852-86265-3.
2. ↑  Augustyn B. Batman: Gotham by Gaslight. — DC Comics, 1989. — 48 p. — (Batman (DC Comics Paperback)). — ISBN 0-930-28967-6.
3. ↑  Mignola M., Byrne J. Hellboy: Seed of Destruction. — Titan Books, 2002. — 128 p. — ISBN 1-840-23537-3.
4. ↑  Mignola M., Byrne J. Seed of Destruction. — 3-е изд.. — Dark Horse Books, 2003. — Vol. 1. — 128 p. — (Hellboy). — ISBN 1-593-07094-2.
5. ↑  Миньола М., Берн Д. Хеллбой: Семя разрушения = Hellboy: Seed of Destruction. — Прайм-Еврознак, 2004. — 94 p. — (Хеллбой. Графическая новелла). — 3000 экз. — ISBN 5-94946-108-8.
6. ↑  Mignola M., Sinclair J., Brosseau P. Wake the Devil. — перепечатанное. — Dark Horse Comics, 2002. — 144 p. — ISBN 1-840-23540-3.
7. ↑  Mignola M. Hellboy: Wake the Devil. — перепечатанное. — Dark Horse Comics, 1997. — 144 p. — ISBN 1-569-71226-3.
8. ↑  Mignola M. Wake the Devil - New Edition!. — 2-е изд.. — Dark Horse Comics, 2003. — Vol. 2. — 144 p. — (Hellboy). — ISBN 1-593-07095-0.
9. ↑  Миньола М. Хеллбой: Пробуждение дьявола = Hellboy: Wake the Devil. — Олма медиа групп, 2004. — 136 p. — (Хеллбой. Графическая новелла). — 3000 экз. — ISBN 5-94946-117-7.
10. ↑  Mignola M., Sinclair J., Brosseau P., Hollingsworth M., Stewart D. Hellboy: The Chained Coffin and Others. — Dark Horse Comics, 1998. — 168 p. — ISBN 1-840-23538-1.
11. ↑  Mignola M. Hellboy: The Chained Coffin and Others. — 2-е изд.. — Dark Horse Comics, 1998. — 76 p. — ISBN 1-569-71349-9.
12. ↑  Mignola M., Sinclair J., Hollingsworth M. Hellboy: The Chained Coffin and Others. — 2-е изд.. — Dark Horse Comics, 2003. — 168 p. — ISBN 1-593-07091-8.
13. ↑  Mignola M., Brosseau P., Stewart D. Hellboy: The Right Hand of Doom. — Titan Books, 2002. — 141 p. — ISBN 1-840-23539-X.
14. ↑  Mignola M. Right Hand of Doom. — 2-е изд.. — Dark Horse, 2004. — Vol. 4. — 144 p. — (Hellboy). — ISBN 1-593-07093-4.
15. ↑  Mignola M. Conqueror Worm. — Titan Books, 2002. — 144 p. — ISBN 1-840-23541-1.
16. ↑  Mignola M. Hellboy: Conqueror Worm. — Dark Horse Comics, 2002. — 144 p. — ISBN 1-569-71699-4.
17. ↑  Mignola M. Strange Places. — Dark Horse Comics, 2006. — Vol. 6. — 152 p. — (Hellboy). — ISBN 1-593-07475-1.
18. ↑  Mignola M., Russell P.C., Corben R. The Troll Witch and Other Stories. — Dark Horse Comics, 2007. — Vol. 7. — 144 p. — (Hellboy). — ISBN 1-593-07860-9.
19. ↑  Mignola M., Fegredo D., Stewart D. Darkness Calls. — Dark Horse Comics, 2008. — Vol. 8. — 200 p. — (Hellboy). — ISBN 1-593-07896-X.
20. ↑  Mignola M. Mike Mignola's B.P.R.D.: Hollow Earth & Other Stories. — Dark Horse Comics, 2003. — 120 p. — ISBN 1-840-23582-9.
21. ↑  Mignola M. Hollow Earth and Other Stories. — Dark Horse Comics, 2003. — Vol. 1. — 120 p. — (B.P.R.D.). — ISBN 1-569-71862-8.
22. 1 2  Mignola M., McKenzie R., Colón E., Allie S., Simonson W., Janson K. Mike Mignola's B.P.R.D... — Titan Books Limited, 2004. — 128 p. — ISBN 1-840-23931-X.
23. ↑  Mignola M., McKenzie R., Colón E., Allie S., Simonson W., Janson K. The Soul of Venice and Other Stories. — Dark Horse Books, 2004. — Vol. 2. — 128 p. — (B.P.R.D.). — ISBN 1-593-07132-9.
24. ↑  Mignola M., McKenzie R., Colón E., Allie S., Simonson W., Janson K. Plague of Frogs. — Dark Horse Books, 2005. — Vol. 3. — 144 p. — (B.P.R.D.). — ISBN 1-593-07288-0.
25. ↑  Mignola M., Arcudi J., Davis G.s. The Dead. — Dark Horse Books, 2005. — Vol. 4. — 152 p. — (B.P.R.D.). — ISBN 1-593-07380-1.
26. ↑  Mignola M., Arcudi J., Davis G.s. The Black Flame. — Dark Horse Books, 2006. — Vol. 5. — 168 p. — (B.P.R.D.). — ISBN 1-593-07550-2.
27. ↑  Mignola M., Arcudi J., Davis G.s. The Universal Machine. — Dark Horse Books, 2011. — Vol. 6. — 144 p. — (B.P.R.D.). — ISBN 1-593-07710-6.
28. ↑  Dezago T., Wolfman M., Gruenwald M., Moench D. Rocket Raccoon // Annihilation Classic. — перепечатанное. — Marvel Comics, 2008. — 240 p. — (Graphic Novel PB Series). — ISBN 0-785-13410-7.
29. ↑  Starlin J., Mignola M., Garzon C. Cosmic Odyssey. — иллюстрированное, перепечатанное. — Titan Books[англ.], 2003. — 200 p. — ISBN 1-840-23715-5.
30. ↑  Starlin J. Cosmic Odyssey. — перепечатанное. — DC Comics, 2009. — 200 p. — ISBN 1-563-89051-8.
31. ↑  Mignola M., McEown P. Zombie World: Champion of the Worms. — Dark Horse Comics, 1998. — ISBN 1-569-71334-0.
32. ↑  Mignola M. Champion of the Worms. — 2-е изд.. — Dark Horse Comics, 2005. — Vol. 1. — 79 p. — (ZombieWorld). — ISBN 1-593-07407-7.
33. ↑  Mignola M. Jenny Finn: Doom Messiah. — BOOM! Studios, 2007. — 128 p. — ISBN 1-934-50614-1.
34. ↑  Moore J.F., Chaykin H. Ironwolf: Fires of Revolution. — DC Comics, 1999. — 104 p. — ISBN 1-563-89065-8.
35. ↑  Mignola M., Armstrong J., Stewart D. Iron Prometheus. — Dark Horse Comics, 2011. — Vol. 1. — 140 p. — (Lobster Johnson). — ISBN 1-593-07975-3.
36. ↑  Mignola M., Robins C. In the Service of Angels. — Dark Horse Comics, 2010. — Vol. 1. — 152 p. — (Witchfinder). — ISBN 1-595-82483-9.
37. ↑  Mignola M., Golden C., Allie S., Stenbeck B., Stewart D. The Plague Ships. — Dark Horse Press, 2011. — Vol. 1. — 128 p. — (Baltimore). — ISBN 1-595-82673-4.
38. ↑  Mignola M., Golden C., Stenbeck B. The Curse Bells. — Dark Horse Press, 2012. — Vol. 2. — 128 p. — (Baltimore). — ISBN 1-595-82674-2.

## Интервью
- Gary Butler. Mike Mignola on Hellboy (англ.). Rue Morgue Magazine (7 апреля 2004). Дата обращения: 13 декабря 2012.
- Shaun Manning. Mignola on Hellboy's Extended Universe (англ.). Comic Books Resouces. Comic Books (3 марта 2008). Дата обращения: 13 декабря 2012. Архивировано 18 января 2013 года.
- Andy Khouri. NYCC: Hellboy Dominates 2008 (англ.). Comic Books Resouces. Comic Books (19 апреля 2008). Дата обращения: 13 декабря 2012. Архивировано 18 января 2013 года.
- Jason Heller. Mike Mignola (англ.). A.V. Club (24 июля 2008). Дата обращения: 13 декабря 2012. Архивировано 18 января 2013 года.
- Aaron Albert. [comicbooks.about.com/od/interviews/a/mignoladvd.htm Mike Mignola Interview] (англ.). about.com (14 ноября 2008). Дата обращения: 13 декабря 2012. Архивировано 18 января 2013 года.
- Elisabeth. Mike Mignola Talks About 15 Years of Hellboy, B.P.R.D. & More (англ.). TFAW.com (12 октября 2009). Дата обращения: 13 декабря 2012. Архивировано из оригинала 18 января 2013 года.
- Список интервью с официального сайта